# James Wright (hockey sur glace)
Pour les articles homonymes, voir James Wright et Wright.
James Wright (né le 24 mars 1990 à Saskatoon, dans la province de la Saskatchewan au Canada) est un joueur professionnel canadien de hockey sur glace. Il évolue au poste de centre.

## Carrière de joueur
James Wright est choisi en 117e choix par l'équipe des Lightning de Tampa Bay lors du 4e tour du repêchage d'entrée dans la Ligue nationale de hockey de 2008. Il commence sa carrière en LNH la saison suivante et inscrit son premier but le 22 octobre 2009. Il termine sa première saison en LNH avec 5 points (2 buts et 3 assistances) en 48 matchs. Lors de la saison 2010-2011, il ne joue qu'un seul match avec le Lightning de Tampa Bay. Il rejoint l'équipe des Jets de Winnipeg le 18 janvier 2013 et participe avec eux à la saison 2012-2013.

## Statistiques
| Saison     | Équipe                     | Ligue      |     | Saison régulière | Saison régulière | Saison régulière | Saison régulière | Saison régulière |   | Séries éliminatoires | Séries éliminatoires | Séries éliminatoires | Séries éliminatoires | Séries éliminatoires |
| Saison     | Équipe                     | Ligue      | PJ  | B                | A                | Pts              | Pun              | PJ               | B | A                    | Pts                  | Pun                  |                      |                      |
| 2005-2006  | Giants de Vancouver        | LHOu       | 2   | 0                | 0                | 0                | 2                | -                | - | -                    | -                    | -                    |                      |                      |
| 2006-2007  | Giants de Vancouver        | LHOu       | 48  | 5                | 7                | 12               | 31               | 14               | 3 | 1                    | 4                    | 0                    |                      |                      |
| 2007-2008  | Giants de Vancouver        | LHOu       | 60  | 13               | 23               | 36               | 21               | 6                | 1 | 0                    | 1                    | 2                    |                      |                      |
| 2008-2009  | Giants de Vancouver        | LHOu       | 71  | 21               | 26               | 47               | 54               | 17               | 3 | 7                    | 10                   | 13                   |                      |                      |
| 2009-2010  | Lightning de Tampa Bay     | LNH        | 48  | 2                | 3                | 5                | 18               | -                | - | -                    | -                    | -                    |                      |                      |
| 2009-2010  | Giants de Vancouver        | LHOu       | 21  | 6                | 13               | 19               | 17               | 16               | 7 | 9                    | 16                   | 4                    |                      |                      |
| 2010-2011  | Admirals de Norfolk        | LAH        | 80  | 16               | 31               | 47               | 64               | 6                | 1 | 0                    | 1                    | 8                    |                      |                      |
| 2010-2011  | Lightning de Tampa Bay     | LNH        | 1   | 0                | 0                | 0                | 0                | -                | - | -                    | -                    | -                    |                      |                      |
| 2011-2012  | Admirals de Norfolk        | LAH        | 22  | 1                | 4                | 5                | 6                | -                | - | -                    | -                    | -                    |                      |                      |
| 2011-2012  | Rampage de San Antonio     | LAH        | 54  | 11               | 17               | 28               | 23               | 10               | 4 | 3                    | 7                    | 2                    |                      |                      |
| 2012-2013  | Rampage de San Antonio     | LAH        | 40  | 5                | 12               | 17               | 31               | -                | - | -                    | -                    | -                    |                      |                      |
| 2012-2013  | Jets de Winnipeg           | LNH        | 38  | 2                | 3                | 5                | 31               | -                | - | -                    | -                    | -                    |                      |                      |
| 2013-2014  | Jets de Winnipeg           | LNH        | 59  | 0                | 2                | 2                | 15               | -                | - | -                    | -                    | -                    |                      |                      |
| 2014-2015  | KHL Medveščak Zagreb       | KHL        | 53  | 15               | 4                | 19               | 39               | -                | - | -                    | -                    | -                    |                      |                      |
| 2015-2016  | Sound Tigers de Bridgeport | LAH        | 73  | 14               | 27               | 41               | 53               | 2                | 0 | 0                    | 0                    | 0                    |                      |                      |
| 2016-2017  | Admiral Vladivostok        | KHL        | 55  | 13               | 12               | 25               | 44               | 6                | 1 | 0                    | 1                    | 2                    |                      |                      |
| 2017-2018  | Admiral Vladivostok        | KHL        | 26  | 2                | 6                | 8                | 12               | -                | - | -                    | -                    | -                    |                      |                      |
| 2017-2018  | Barys Astana               | KHL        | 15  | 3                | 2                | 5                | 6                | -                | - | -                    | -                    | -                    |                      |                      |
| 2018-2019  | Linköpings HC              | SHL        | 44  | 5                | 6                | 11               | 10               | -                | - | -                    | -                    | -                    |                      |                      |
| Totaux LNH | Totaux LNH                 | Totaux LNH | 146 | 4                | 8                | 12               | 64               | -                | - | -                    | -                    | -                    |                      |                      |

## Trophées et distinctions

### Ligue américaine de hockey
- Il remporte la Coupe Memorial avec les Giants de Vancouver en 2006-2007.